# Volleyball Nations League maschile 2025
La Volleyball Nations League 2025, 7ª edizione dell'omonima competizione maschile di pallavolo, si è svolta dall'11 giugno al 3 agosto 2025: al torneo hanno partecipato diciotto squadre nazionali e la vittoria finale è andata per la seconda volta alla Polonia.

## Regolamento

### Formula
Le formula ha previsto:
- Prima fase, disputata con girone all'italiana: le prime sette classificate e la nazionale del paese organizzatore (nel caso in cui sia arrivata tra le prime sette si qualifica l'ottava classificata) hanno acceduto alla fase finale, mentre l'ultima classificata è eliminata dall'edizione successiva.
- Fase finale, disputata con quarti di finale, semifinale, finale per il terzo posto e finale[2].

### Criteri di classifica
Se il risultato finale è stato di 3-0 o 3-1 sono stati assegnati 3 punti alla squadra vincente e 0 a quella sconfitta, se il risultato finale è stato di 3-2 sono stati assegnati 2 punti alla squadra vincente e 1 a quella sconfitta.
L'ordine del posizionamento in classifica è stato definito in base a:
- Numero di partite vinte;
- Punti;
- Ratio dei set vinti/persi;
- Ratio dei punti realizzati/subiti;
- Risultati degli scontri diretti.

## Squadre partecipanti
| Squadra     | Qualificazione                                    | Ultima partecipazione          |
| ----------- | ------------------------------------------------- | ------------------------------ |
| Argentina   | 8ª alla Volleyball Nations League 2024            | Volleyball Nations League 2024 |
| Brasile     | 7ª alla Volleyball Nations League 2024            | Volleyball Nations League 2024 |
| Bulgaria    | 14ª alla Volleyball Nations League 2024           | Volleyball Nations League 2024 |
| Canada      | 6ª alla Volleyball Nations League 2024            | Volleyball Nations League 2024 |
| Cina        | 1ª in Volleyball Challenger Cup 2024              | Volleyball Nations League 2023 |
| Cuba        | 9ª alla Volleyball Nations League 2024            | Volleyball Nations League 2024 |
| Francia     | 1ª alla Volleyball Nations League 2024            | Volleyball Nations League 2024 |
| Germania    | 11ª alla Volleyball Nations League 2024           | Volleyball Nations League 2024 |
| Giappone    | 2ª alla Volleyball Nations League 2024            | Volleyball Nations League 2024 |
| Iran        | 15ª alla Volleyball Nations League 2024           | Volleyball Nations League 2024 |
| Italia      | 5ª alla Volleyball Nations League 2024            | Volleyball Nations League 2024 |
| Paesi Bassi | 13ª alla Volleyball Nations League 2024           | Volleyball Nations League 2024 |
| Polonia     | 3ª alla Volleyball Nations League 2024            | Volleyball Nations League 2024 |
| Serbia      | 10ª alla Volleyball Nations League 2024           | Volleyball Nations League 2024 |
| Slovenia    | 4ª alla Volleyball Nations League 2024            | Volleyball Nations League 2024 |
| Stati Uniti | 12ª alla Volleyball Nations League 2024           | Volleyball Nations League 2024 |
| Turchia     | 16ª alla Volleyball Nations League 2024           | Volleyball Nations League 2024 |
| Ucraina     | 1ª nel FIVB World Rankings tra le non qualificate | Debutto                        |

## Torneo

### Fase a gironi

#### Prima settimana
| Girone 1  | Girone 2    | Girone 3    |
| --------- | ----------- | ----------- |
| Argentina | Brasile     | Cina        |
| Bulgaria  | Cuba        | Giappone    |
| Canada    | Iran        | Paesi Bassi |
| Francia   | Slovenia    | Polonia     |
| Germania  | Stati Uniti | Serbia      |
| Italia    | Ucraina     | Turchia     |

##### Girone 1
| 11 giugno 2025 Videotron Centre, Québec Durata: 1h:46 - Spettatori: 2 822  | Bulgaria  | 1 - 3 | Italia    | 16-25, 25-22, 19-25, 19-25        |
| 11 giugno 2025 Videotron Centre, Québec Durata: 1h:51 - Spettatori: 3 353  | Argentina | 3 - 1 | Francia   | 25-22, 13-25, 25-22, 25-19        |
| 11 giugno 2025 Videotron Centre, Québec Durata: 2h:08 - Spettatori: 4 805  | Germania  | 2 - 3 | Canada    | 25-23, 19-25, 25-21, 23-25, 11-15 |
| 12 giugno 2025 Videotron Centre, Québec Durata: 2h:02 - Spettatori: 3 221  | Germania  | 2 - 3 | Italia    | 25-21, 25-20, 19-25, 23-25, 11-15 |
| 12 giugno 2025 Videotron Centre, Québec Durata: 1h:59 - Spettatori: 4 623  | Argentina | 3 - 2 | Canada    | 25-22, 21-25, 14-25, 25-22, 15-8  |
| 13 giugno 2025 Videotron Centre, Québec Durata: 1h:26 - Spettatori: 4 895  | Bulgaria  | 3 - 0 | Argentina | 25-21, 25-20, 28-26               |
| 13 giugno 2025 Videotron Centre, Québec Durata: 1h:58 - Spettatori: 6 391  | Francia   | 3 - 1 | Italia    | 25-18, 25-22, 19-25, 26-24        |
| 14 giugno 2025 Videotron Centre, Québec Durata: 2h:10 - Spettatori: 12 032 | Canada    | 2 - 3 | Francia   | 22-25, 27-29, 29-27, 25-21, 6-15  |
| 14 giugno 2025 Videotron Centre, Québec Durata: 2h:08 - Spettatori: 11 815 | Bulgaria  | 3 - 2 | Germania  | 25-22, 22-25, 25-19, 23-25, 15-12 |
| 15 giugno 2025 Videotron Centre, Québec Durata: 2h:01 - Spettatori: 5 590  | Argentina | 1 - 3 | Italia    | 23-25, 25-17, 35-37, 21-25        |
| 15 giugno 2025 Videotron Centre, Québec Durata: 1h:53 - Spettatori: 7 353  | Germania  | 3 - 1 | Francia   | 23-25, 25-19, 29-27, 29-27        |
| 15 giugno 2025 Videotron Centre, Québec Durata: 1h:21 - Spettatori: 7 984  | Bulgaria  | 0 - 3 | Canada    | 24-26, 23-25, 19-25               |

##### Girone 2
| 11 giugno 2025 Ginásio do Maracanãzinho, Rio de Janeiro Durata: 1h:19 - Spettatori: 1 406 | Ucraina     | 3 - 0 | Stati Uniti | 25-22, 25-20, 25-23               |
| 11 giugno 2025 Ginásio do Maracanãzinho, Rio de Janeiro Durata: 1h:08 - Spettatori: 4 300 | Brasile     | 3 - 0 | Iran        | 25-19, 25-16, 25-18               |
| 11 giugno 2025 Ginásio do Maracanãzinho, Rio de Janeiro Durata: 1h:35 - Spettatori: 425   | Slovenia    | 3 - 1 | Cuba        | 25-22, 21-25, 25-18, 25-15        |
| 12 giugno 2025 Ginásio do Maracanãzinho, Rio de Janeiro Durata: 2h:16 - Spettatori: 7 661 | Brasile     | 2 - 3 | Cuba        | 25-27, 24-26, 25-21, 25-20, 13-15 |
| 12 giugno 2025 Ginásio do Maracanãzinho, Rio de Janeiro Durata: 2h:02 - Spettatori: 685   | Stati Uniti | 3 - 2 | Iran        | 19-25, 21-25, 25-21, 25-23, 17-15 |
| 13 giugno 2025 Ginásio do Maracanãzinho, Rio de Janeiro Durata: 1h:54 - Spettatori: 2 850 | Ucraina     | 3 - 2 | Cuba        | 25-22, 20-25, 25-20, 17-25, 15-12 |
| 13 giugno 2025 Ginásio do Maracanãzinho, Rio de Janeiro Durata: 1h:53 - Spettatori: 500   | Iran        | 2 - 3 | Slovenia    | 25-17, 23-25, 18-25, 25-18, 12-15 |
| 14 giugno 2025 Ginásio do Maracanãzinho, Rio de Janeiro Durata: 2h:00 - Spettatori: 9 100 | Ucraina     | 2 - 3 | Brasile     | 25-19, 25-14, 22-25, 23-25, 10-15 |
| 14 giugno 2025 Ginásio do Maracanãzinho, Rio de Janeiro Durata: 1h:53 - Spettatori: 2 100 | Stati Uniti | 1 - 3 | Slovenia    | 22-25, 25-27, 25-20, 23-25        |
| 15 giugno 2025 Ginásio do Maracanãzinho, Rio de Janeiro Durata: 1h:18 - Spettatori: 9 500 | Brasile     | 3 - 0 | Slovenia    | 25-19, 29-27, 25-19               |
| 15 giugno 2025 Ginásio do Maracanãzinho, Rio de Janeiro Durata: 1h:54 - Spettatori: 1 054 | Ucraina     | 2 - 3 | Iran        | 30-28, 20-25, 25-22, 21-25, 9-15  |
| 15 giugno 2025 Ginásio do Maracanãzinho, Rio de Janeiro Durata: 1h:38 - Spettatori: 550   | Cuba        | 1 - 3 | Stati Uniti | 22-25, 18-25, 25-18, 23-25        |

##### Girone 3
| 11 giugno 2025 Xi'an Qujiang Sports Center, Xi'an Durata: 1h:49 - Spettatori: 2 665 | Polonia     | 3 - 1 | Paesi Bassi | 25-22, 22-25, 25-22, 25-22 |
| 11 giugno 2025 Xi'an Qujiang Sports Center, Xi'an Durata: 1h:11 - Spettatori: 4 315 | Cina        | 0 - 3 | Giappone    | 23-25, 14-25, 22-25        |
| 11 giugno 2025 Xi'an Qujiang Sports Center, Xi'an Durata: 1h:47 - Spettatori: 2 038 | Serbia      | 3 - 1 | Turchia     | 12-25, 25-22, 25-23, 25-23 |
| 12 giugno 2025 Xi'an Qujiang Sports Center, Xi'an Durata: 1h:23 - Spettatori: 2 876 | Cina        | 3 - 0 | Serbia      | 25-23, 25-23, 25-20        |
| 12 giugno 2025 Xi'an Qujiang Sports Center, Xi'an Durata: 1h:58 - Spettatori: 2 632 | Polonia     | 3 - 1 | Giappone    | 27-25, 25-22, 18-25, 39-37 |
| 13 giugno 2025 Xi'an Qujiang Sports Center, Xi'an Durata: 1h:18 - Spettatori: 2 053 | Giappone    | 3 - 1 | Serbia      | 21-25, 25-23, 25-22, 25-23 |
| 13 giugno 2025 Xi'an Qujiang Sports Center, Xi'an Durata: 2h:07 - Spettatori: 1 028 | Paesi Bassi | 3 - 1 | Turchia     | 25-19, 25-20, 13-25, 25-17 |
| 14 giugno 2025 Xi'an Qujiang Sports Center, Xi'an Durata: 1h:30 - Spettatori: 4 865 | Cina        | 0 - 3 | Paesi Bassi | 26-28, 23-25, 21-25        |
| 14 giugno 2025 Xi'an Qujiang Sports Center, Xi'an Durata: 1h:19 - Spettatori: 1 672 | Turchia     | 0 - 3 | Polonia     | 18-25, 23-25, 18-25        |
| 15 giugno 2025 Xi'an Qujiang Sports Center, Xi'an Durata: 1h:10 - Spettatori: 2 672 | Paesi Bassi | 0 - 3 | Giappone    | 18-25, 23-25, 18-25        |
| 15 giugno 2025 Xi'an Qujiang Sports Center, Xi'an Durata: 1h:19 - Spettatori: 5 083 | Cina        | 0 - 3 | Turchia     | 22-25, 21-25, 20-25        |
| 15 giugno 2025 Xi'an Qujiang Sports Center, Xi'an Durata: 1h:16 - Spettatori: 1 630 | Polonia     | 3 - 0 | Serbia      | 25-21, 25-20, 25-23        |

#### Seconda settimana
| Girone 4 | Girone 5    | Girone 6    |
| -------- | ----------- | ----------- |
| Bulgaria | Brasile     | Argentina   |
| Francia  | Canada      | Cuba        |
| Giappone | Cina        | Germania    |
| Slovenia | Italia      | Iran        |
| Turchia  | Polonia     | Paesi Bassi |
| Ucraina  | Stati Uniti | Serbia      |

##### Girone 4
| 25 giugno 2025 Arena Burgas, Burgas Durata: 1h:08 - Spettatori: 1 350 | Ucraina  | 0 - 3 | Francia  | 23-25, 21-25, 17-25               |
| 25 giugno 2025 Arena Burgas, Burgas Durata: 1h:17 - Spettatori: 857   | Turchia  | 0 - 3 | Slovenia | 16-25, 22-25, 18-25               |
| 25 giugno 2025 Arena Burgas, Burgas Durata: 1h:23 - Spettatori: 5 750 | Bulgaria | 3 - 0 | Giappone | 27-25, 25-23, 25-19               |
| 26 giugno 2025 Arena Burgas, Burgas Durata: 2h:00 - Spettatori: 2 105 | Francia  | 2 - 3 | Giappone | 22-25, 25-19, 25-22, 20-25, 11-15 |
| 26 giugno 2025 Arena Burgas, Burgas Durata: 1h:15 - Spettatori: 750   | Turchia  | 0 - 3 | Ucraina  | 11-25, 22-25, 21-25               |
| 27 giugno 2025 Arena Burgas, Burgas Durata: 1h:47 - Spettatori: 1 370 | Ucraina  | 3 - 2 | Giappone | 24-26, 25-17, 25-18, 22-25, 15-13 |
| 27 giugno 2025 Arena Burgas, Burgas Durata: 1h:56 - Spettatori: 5 500 | Bulgaria | 3 - 1 | Slovenia | 18-25, 25-23, 25-21, 25-22        |
| 28 giugno 2025 Arena Burgas, Burgas Durata: 1h:28 - Spettatori: 1 457 | Slovenia | 0 - 3 | Francia  | 23-25, 27-29, 23-25               |
| 28 giugno 2025 Arena Burgas, Burgas Durata: 1h:23 - Spettatori: 5 586 | Bulgaria | 0 - 3 | Turchia  | 20-25, 20-25, 21-25               |
| 29 giugno 2025 Arena Burgas, Burgas Durata: 1h:12 - Spettatori: 1 757 | Slovenia | 0 - 3 | Giappone | 25-27, 15-25, 16-25               |
| 29 giugno 2025 Arena Burgas, Burgas Durata: 1h:10 - Spettatori: 890   | Turchia  | 0 - 3 | Francia  | 20-25, 18-25, 19-25               |
| 29 giugno 2025 Arena Burgas, Burgas Durata: 1h:49 - Spettatori: 5 278 | Bulgaria | 1 - 3 | Ucraina  | 25-20, 19-25, 24-26, 22-25        |

##### Girone 5
| 25 giugno 2025 Now Arena, Chicago Durata: 2h:06 - Spettatori: 2 236 | Italia      | 3 - 2 | Polonia     | 25-17, 23-25, 21-25, 25-20, 15-11 |
| 25 giugno 2025 Now Arena, Chicago Durata: 1h:08 - Spettatori: 694   | Canada      | 0 - 3 | Brasile     | 22-25, 17-25, 17-25               |
| 25 giugno 2025 Now Arena, Chicago Durata: 2h:02 - Spettatori: 2 446 | Cina        | 2 - 3 | Stati Uniti | 22-25, 25-21, 25-19, 16-25, 11-15 |
| 26 giugno 2025 Now Arena, Chicago Durata: 1h:22 - Spettatori: 619   | Brasile     | 3 - 0 | Cina        | 25-22, 25-16, 25-23               |
| 26 giugno 2025 Now Arena, Chicago Durata: 1h:26 - Spettatori: 2 838 | Canada      | 0 - 3 | Stati Uniti | 23-25, 22-25, 28-30               |
| 27 giugno 2025 Now Arena, Chicago Durata: 1h:06 - Spettatori: 606   | Cina        | 0 - 3 | Italia      | 18-25, 15-25, 19-25               |
| 27 giugno 2025 Now Arena, Chicago Durata: 2h:05 - Spettatori: 2 743 | Canada      | 2 - 3 | Polonia     | 32-30, 25-14, 17-25, 23-25, 13-15 |
| 28 giugno 2025 Now Arena, Chicago Durata: 2h:18 - Spettatori: 4 292 | Brasile     | 3 - 2 | Italia      | 25-22, 21-25, 33-31, 17-25, 15-13 |
| 28 giugno 2025 Now Arena, Chicago Durata: 1h:22 - Spettatori: 6 889 | Stati Uniti | 0 - 3 | Polonia     | 20-25, 21-25, 22-25               |
| 29 giugno 2025 Now Arena, Chicago Durata: 1h:23 - Spettatori: 756   | Cina        | 0 - 3 | Canada      | 23-25, 20-25, 23-25               |
| 29 giugno 2025 Now Arena, Chicago Durata: 1h:52 - Spettatori: 7 407 | Brasile     | 3 - 1 | Polonia     | 25-21, 25-21, 21-25, 28-26        |
| 29 giugno 2025 Now Arena, Chicago Durata: 1h:20 - Spettatori: 5 316 | Stati Uniti | 0 - 3 | Italia      | 21-25, 22-25, 18-25               |

##### Girone 6
| 25 giugno 2025 Štark Arena, Belgrado Durata: 1h:33 - Spettatori: 300   | Germania    | 1 - 3 | Cuba        | 25-19, 18-25, 22-25, 21-25        |
| 25 giugno 2025 Štark Arena, Belgrado Durata: 1h:07 - Spettatori: 380   | Paesi Bassi | 0 - 3 | Argentina   | 20-25, 14-25, 22-25               |
| 25 giugno 2025 Štark Arena, Belgrado Durata: 1h:48 - Spettatori: 2 500 | Serbia      | 1 - 3 | Iran        | 21-25, 19-25, 25-23, 23-25        |
| 26 giugno 2025 Štark Arena, Belgrado Durata: 1h:59 - Spettatori: 300   | Paesi Bassi | 1 - 3 | Germania    | 26-24, 22-25, 21-25, 24-26        |
| 26 giugno 2025 Štark Arena, Belgrado Durata: 1h:43 - Spettatori: 2 850 | Serbia      | 1 - 3 | Cuba        | 25-22, 22-25, 16-25, 16-25        |
| 27 giugno 2025 Štark Arena, Belgrado Durata: 1h:55 - Spettatori: 240   | Argentina   | 1 - 3 | Iran        | 21-25, 25-22, 22-25, 22-25        |
| 27 giugno 2025 Štark Arena, Belgrado Durata: 1h:50 - Spettatori: 380   | Paesi Bassi | 1 - 3 | Cuba        | 25-21, 18-25, 21-25, 28-30        |
| 28 giugno 2025 Štark Arena, Belgrado Durata: 1h:50 - Spettatori: 300   | Germania    | 3 - 1 | Iran        | 25-22, 23-25, 26-24, 25-22        |
| 28 giugno 2025 Štark Arena, Belgrado Durata: 1h:37 - Spettatori: 1 100 | Serbia      | 1 - 3 | Argentina   | 25-18, 18-25, 23-25, 12-25        |
| 29 giugno 2025 Štark Arena, Belgrado Durata: 2h:07 - Spettatori: 300   | Iran        | 3 - 2 | Paesi Bassi | 25-19, 22-25, 21-25, 25-19, 15-9  |
| 29 giugno 2025 Štark Arena, Belgrado Durata: 1h:56 - Spettatori: 600   | Cuba        | 2 - 3 | Argentina   | 25-23, 23-25, 21-25, 25-21, 11-15 |
| 29 giugno 2025 Štark Arena, Belgrado Durata: 1h:49 - Spettatori: 3 150 | Germania    | 3 - 1 | Serbia      | 25-20, 25-21, 23-25, 25-17        |

#### Terza settimana
| Girone 7 | Girone 8    | Girone 9    |
| -------- | ----------- | ----------- |
| Bulgaria | Canada      | Argentina   |
| Cina     | Italia      | Brasile     |
| Cuba     | Paesi Bassi | Germania    |
| Francia  | Serbia      | Giappone    |
| Iran     | Slovenia    | Stati Uniti |
| Polonia  | Ucraina     | Turchia     |

##### Girone 7
| 16 luglio 2025 Ergo Arena, Danzica Durata: 1h:41 - Spettatori: 2 155  | Cina     | 1 - 3 | Francia  | 25-22, 22-25, 23-25, 17-25        |
| 16 luglio 2025 Ergo Arena, Danzica Durata: 2h:12 - Spettatori: 3 611  | Bulgaria | 2 - 3 | Cuba     | 25-23, 16-25, 25-23, 25-27, 13-15 |
| 16 luglio 2025 Ergo Arena, Danzica Durata: 2h:00 - Spettatori: 8 994  | Iran     | 2 - 3 | Polonia  | 19-25, 25-23, 18-25, 25-21, 8-15  |
| 17 luglio 2025 Ergo Arena, Danzica Durata: 1h:20 - Spettatori: 2 926  | Cina     | 0 - 3 | Iran     | 26-28, 21-25, 17-25               |
| 17 luglio 2025 Ergo Arena, Danzica Durata: 1h:41 - Spettatori: 9 278  | Cuba     | 3 - 1 | Polonia  | 22-25, 25-19, 25-21, 26-24        |
| 18 luglio 2025 Ergo Arena, Danzica Durata: 1h:52 - Spettatori: 3 265  | Cuba     | 2 - 3 | Francia  | 25-20, 15-25, 25-23, 21-25, 9-15  |
| 18 luglio 2025 Ergo Arena, Danzica Durata: 1h:20 - Spettatori: 3 322  | Cina     | 0 - 3 | Bulgaria | 23-25, 16-25, 24-26               |
| 19 luglio 2025 Ergo Arena, Danzica Durata: 2h:04 - Spettatori: 9 687  | Bulgaria | 3 - 2 | Polonia  | 17-25, 25-22, 25-23, 27-29, 15-11 |
| 19 luglio 2025 Ergo Arena, Danzica Durata: 1h:25 - Spettatori: 5 103  | Iran     | 0 - 3 | Francia  | 24-26, 16-25, 24-26               |
| 20 luglio 2025 Ergo Arena, Danzica Durata: 1h:52 - Spettatori: 1 312  | Cina     | 3 - 2 | Cuba     | 20-25, 25-23, 15-25, 25-22, 19-17 |
| 20 luglio 2025 Ergo Arena, Danzica Durata: 1h:05 - Spettatori: 3 203  | Bulgaria | 0 - 3 | Iran     | 17-25, 17-25, 16-25               |
| 20 luglio 2025 Ergo Arena, Danzica Durata: 2h:05 - Spettatori: 10 231 | Francia  | 2 - 3 | Polonia  | 30-32, 25-20, 20-25, 25-23, 12-15 |

##### Girone 8
| 16 luglio 2025 Arena Stožice, Lubiana Durata: 2h:05 - Spettatori: ?     | Ucraina     | 3 - 2 | Paesi Bassi | 25-21, 20-25, 20-25, 26-24, 15-13 |
| 16 luglio 2025 Arena Stožice, Lubiana Durata: 1h:08 - Spettatori: ?     | Serbia      | 0 - 3 | Italia      | 15-25, 14-25, 16-25               |
| 16 luglio 2025 Arena Stožice, Lubiana Durata: 1h:41 - Spettatori: ?     | Canada      | 1 - 3 | Slovenia    | 25-21, 21-25, 19-25, 21-25        |
| 17 luglio 2025 Arena Stožice, Lubiana Durata: 1h:59 - Spettatori: 280   | Ucraina     | 2 - 3 | Italia      | 15-25, 20-25, 25-16, 25-23, 10-15 |
| 17 luglio 2025 Arena Stožice, Lubiana Durata: 1h:18 - Spettatori: 3 130 | Paesi Bassi | 0 - 3 | Slovenia    | 18-25, 19-25, 21-25               |
| 18 luglio 2025 Arena Stožice, Lubiana Durata: 1h:22 - Spettatori: 135   | Ucraina     | 0 - 3 | Serbia      | 22-25, 19-25, 17-25               |
| 18 luglio 2025 Arena Stožice, Lubiana Durata: 1h:10 - Spettatori: 130   | Paesi Bassi | 0 - 3 | Canada      | 22-25, 20-25, 15-25               |
| 19 luglio 2025 Arena Stožice, Lubiana Durata: 1h:38 - Spettatori: 215   | Serbia      | 3 - 1 | Canada      | 15-25, 25-22, 25-18, 25-22        |
| 19 luglio 2025 Arena Stožice, Lubiana Durata: 1h:25 - Spettatori: 8 626 | Slovenia    | 0 - 3 | Italia      | 22-25, 20-25, 23-25               |
| 20 luglio 2025 Arena Stožice, Lubiana Durata: 1h:49 - Spettatori: 490   | Ucraina     | 1 - 3 | Canada      | 21-25, 27-25, 29-31, 21-25        |
| 20 luglio 2025 Arena Stožice, Lubiana Durata: 1h:09 - Spettatori: 625   | Paesi Bassi | 0 - 3 | Italia      | 13-25, 22-25, 19-25               |
| 20 luglio 2025 Arena Stožice, Lubiana Durata: 2h:16 - Spettatori: 7 871 | Serbia      | 2 - 3 | Slovenia    | 21-25, 25-23, 25-23, 18-25, 15-17 |

##### Girone 9
| 16 luglio 2025 Chiba Port Arena, Chiba Durata: 1h:43 - Spettatori: 4 368 | Argentina   | 0 - 3 | Brasile     | 24-26, 21-25, 27-29               |
| 16 luglio 2025 Chiba Port Arena, Chiba Durata: 1h:53 - Spettatori: 7 336 | Turchia     | 1 - 3 | Stati Uniti | 25–21, 20-25, 23-25, 20-25        |
| 16 luglio 2025 Chiba Port Arena, Chiba Durata: 2h:00 - Spettatori: 4 651 | Germania    | 1 - 3 | Giappone    | 21-25, 23-25, 26-24, 18-25        |
| 17 luglio 2025 Chiba Port Arena, Chiba Durata: 2h:01 - Spettatori: 1 743 | Turchia     | 3 - 1 | Germania    | 29-27, 25-22, 18-25, 30-28        |
| 17 luglio 2025 Chiba Port Arena, Chiba Durata: 2h:23 - Spettatori: 7 341 | Argentina   | 2 - 3 | Giappone    | 25-23, 25-23, 21-25, 23-25, 13-15 |
| 18 luglio 2025 Chiba Port Arena, Chiba Durata: 2h:05 - Spettatori: 4 217 | Argentina   | 1 - 3 | Stati Uniti | 23-25, 25-20, 20-25, 23-25        |
| 18 luglio 2025 Chiba Port Arena, Chiba Durata: 1h:22 - Spettatori: 7 340 | Brasile     | 3 - 0 | Giappone    | 25-21, 25-23, 28-26               |
| 19 luglio 2025 Chiba Port Arena, Chiba Durata: 2h:07 - Spettatori: 5 206 | Turchia     | 1 - 3 | Brasile     | 22-25, 24-26, 25-22, 22-25        |
| 19 luglio 2025 Chiba Port Arena, Chiba Durata: 2h:03 - Spettatori: 5 101 | Germania    | 3 - 2 | Stati Uniti | 25-22, 22-25, 17-25, 25-15, 15-12 |
| 20 luglio 2025 Chiba Port Arena, Chiba Durata: 2h:26 - Spettatori: 4 642 | Turchia     | 2 - 3 | Argentina   | 25-18, 21-25, 19-25, 25-17, 15-17 |
| 20 luglio 2025 Chiba Port Arena, Chiba Durata: 2h:01 - Spettatori: 5 802 | Germania    | 1 - 3 | Brasile     | 25-21, 23-25, 20-25, 21-25        |
| 20 luglio 2025 Chiba Port Arena, Chiba Durata: 1h:17 - Spettatori: 7 375 | Stati Uniti | 0 - 3 | Giappone    | 21-25, 19-25, 23-25               |

#### Classifica
| Pos. | Squadra     | Pt | G  | V  | P  | SV | SP | Ratio | PF    | PS    | Ratio |
| ---- | ----------- | -- | -- | -- | -- | -- | -- | ----- | ----- | ----- | ----- |
| 1.   | Brasile     | 32 | 12 | 11 | 1  | 35 | 11 | 3,181 | 1 095 | 998   | 1,097 |
| 2.   | Italia      | 28 | 12 | 10 | 2  | 33 | 14 | 2,357 | 1 100 | 962   | 1,143 |
| 3.   | Francia     | 24 | 12 | 8  | 4  | 30 | 18 | 1,666 | 1 124 | 1 050 | 1,070 |
| 4.   | Giappone    | 23 | 12 | 8  | 4  | 27 | 17 | 1,588 | 1 036 | 977   | 1,060 |
| 5.   | Polonia     | 23 | 12 | 8  | 4  | 30 | 20 | 1,500 | 1 157 | 1 129 | 1,024 |
| 6.   | Slovenia    | 19 | 12 | 7  | 5  | 22 | 22 | 1,000 | 1 002 | 985   | 1,017 |
| 7.   | Cuba        | 20 | 12 | 6  | 6  | 28 | 26 | 1,076 | 1 196 | 1 174 | 1,018 |
| 8.   | Iran        | 19 | 12 | 6  | 6  | 25 | 24 | 1,041 | 1 088 | 1 061 | 1,025 |
| 9.   | Ucraina     | 18 | 12 | 6  | 6  | 25 | 25 | 1,000 | 1 087 | 1 093 | 0,994 |
| 10.  | Bulgaria    | 17 | 12 | 6  | 6  | 22 | 23 | 0,956 | 993   | 1 033 | 0,961 |
| 11.  | Stati Uniti | 17 | 12 | 6  | 6  | 21 | 24 | 0,875 | 1 006 | 1 033 | 0,973 |
| 12.  | Argentina   | 16 | 12 | 6  | 6  | 24 | 26 | 0,923 | 1 114 | 1 118 | 0,996 |
| 13.  | Canada      | 17 | 12 | 5  | 7  | 23 | 24 | 0,958 | 1 064 | 1 057 | 1,006 |
| 14.  | Germania    | 17 | 12 | 5  | 7  | 25 | 27 | 0,925 | 1 181 | 1 179 | 1,001 |
| 15.  | Serbia      | 10 | 12 | 3  | 9  | 15 | 29 | 0,517 | 925   | 1 038 | 0,892 |
| 16.  | Turchia     | 10 | 12 | 3  | 9  | 14 | 28 | 0,500 | 945   | 992   | 0,952 |
| 17.  | Cina        | 9  | 12 | 3  | 9  | 12 | 30 | 0,400 | 881   | 990   | 0,889 |
| 18.  | Paesi Bassi | 5  | 12 | 1  | 11 | 11 | 34 | 0,323 | 942   | 1 068 | 0,882 |

      Qualificata alla fase finale.
      Eliminata.

### Fase finale
|  | Quarti di finale | Quarti di finale | Quarti di finale |          |   | Semifinali | Semifinali | Semifinali |   |                 | Finale          | Finale          | Finale |  |
|  |                  |                  |                  |          |   |            |            |            |   |                 |                 |                 |        |  |
|  | 1                | Brasile          | 3                |          |   |            |            |            |   |                 |                 |                 |        |  |
|  | 1                | Brasile          | 3                |          |   |            |            |            |   |                 |                 |                 |        |  |
|  | 17               | Cina             | 1                |          |   |            |            |            |   |                 |                 |                 |        |  |
|  | 17               | Cina             | 1                |          | 1 | Brasile    | 0          |            |   |                 |                 |                 |        |  |
|  |                  |                  |                  |          | 1 | Brasile    | 0          |            |   |                 |                 |                 |        |  |
|  |                  |                  | 5                | Polonia  | 3 |            |            |            |   |                 |                 |                 |        |  |
|  | 4                | Giappone         | 5                | Polonia  | 3 | 0          |            |            |   |                 |                 |                 |        |  |
|  | 4                | Giappone         |                  |          |   |            |            |            |   |                 |                 |                 |        |  |
|  | 5                | Polonia          | 3                |          |   |            |            |            |   |                 |                 |                 |        |  |
|  | 5                | Polonia          | 3                |          | 5 | Polonia    | 3          |            |   |                 |                 |                 |        |  |
|  |                  |                  |                  |          |   |            |            |            |   |                 |                 |                 |        |  |
|  |                  |                  | 2                | Italia   | 0 |            |            |            |   |                 |                 |                 |        |  |
|  | 2                | Italia           | 2                | Italia   | 0 | 3          |            |            |   |                 |                 |                 |        |  |
|  | 2                | Italia           |                  |          |   | 3          |            |            |   |                 |                 |                 |        |  |
|  | 7                | Cuba             | 1                |          |   |            |            |            |   |                 |                 |                 |        |  |
|  | 7                | Cuba             | 1                |          | 2 | Italia     | 3          |            |   | Finale 3º posto | Finale 3º posto | Finale 3º posto |        |  |
|  |                  |                  |                  |          | 2 | Italia     | 3          |            |   |                 |                 |                 |        |  |
|  |                  |                  | 6                | Slovenia | 1 |            |            |            |   |                 |                 |                 |        |  |
|  | 3                | Francia          | 6                | Slovenia | 1 | 1          |            |            | 1 | Brasile         | 3               |                 |        |  |
|  | 3                | Francia          |                  |          |   |            |            |            | 1 | Brasile         | 3               |                 |        |  |
|  | 6                | Slovenia         | 3                |          |   | 6          | Slovenia   | 1          |   |                 |                 |                 |        |  |

#### Quarti di finale
| 30 luglio 2025 Beilun Gymnasium, Ningbo Durata: 1h:37 - Spettatori: 3 000 | Italia   | 3 - 1 | Cuba     | 25-18, 25-19, 20-25, 25-21 |
| 30 luglio 2025 Beilun Gymnasium, Ningbo Durata: 1h:58 - Spettatori: 6 200 | Brasile  | 3 - 1 | Cina     | 29-31, 25-19, 25-16, 25-21 |
| 31 luglio 2025 Beilun Gymnasium, Ningbo Durata: 1h:41 - Spettatori: 3 000 | Francia  | 1 - 3 | Slovenia | 22-25, 25-15, 19-25, 18-25 |
| 31 luglio 2025 Beilun Gymnasium, Ningbo Durata: 1h:15 - Spettatori: 6 200 | Giappone | 0 - 3 | Polonia  | 23-25, 24-26, 12-25        |

#### Semifinali
| 2 agosto 2025 Beilun Gymnasium, Ningbo Durata: 1h:46 - Spettatori: 6 000 | Italia  | 3 - 1 | Slovenia | 25-22, 22-25, 25-21, 25-18 |
| 2 agosto 2025 Beilun Gymnasium, Ningbo Durata: ? - Spettatori: ?         | Brasile | 0 - 3 | Polonia  | 26-28, 19-25, 21-25        |

#### Finale 3º posto
| 3 agosto 2025 Beilun Gymnasium, Ningbo Durata: 1h:49 - Spettatori: 6 000 | Brasile | 3 - 1 | Slovenia | 23-25, 25-20, 25-23, 25-19 |

#### Finale
| 3 agosto 2025 Beilun Gymnasium, Ningbo Durata: ? - Spettatori: ? | Polonia | 3 - 0 | Italia | 25-22, 25-19, 25-14 |

## Classifica finale
| Pos     | Squadra     | Rosa |
| ------- | ----------- | --- |
| Oro     | Polonia     | Formazione: 1 Nasevich, 3 Popiwczak, 4 Komenda, 8 Czunkiewicz, 9 León, 10 Bednorz, 11 Śliwka, 12 Szalpuk, 13 Szymura, 14 Hawryluk, 15 Kochanowski, 16 Semeniuk, 18 Granieczny, 21 Fornal, 23 Jordan Zaleszczyk, 27 Michał Gierżot, 30 Bołądź, 31 Adamczyk, 34 Jakubiszak, 35 Sasak, 44 Kozub, 50 Gomułka, 72 Poręba, 73 Nowak, 96 Firlej, CT: Grbić |
| Argento | Italia      | Formazione: 3 Recine, 4 Laurenzano, 5 Michieletto, 6 Giannelli, 7 Balaso, 8 Sbertoli, 9 Sani, 11 Rychlicki, 12 Bottolo, 13 Cortesia, 14 Galassi, 15 Lavia, 16 Romanò, 17 Anzani, 18 Sanguinetti, 23 Bovolenta, 25 Gargiulo, 26 Boninfante, 27 Caneschi, 28 Pace, 31 Porro, CT: De Giorgi                                                            |
| Bronzo  | Brasile     | Formazione: 1 A. de Souza, 5 Silva, 6 Cavalcante, 7 dos Santos, 8 Honorato, 10 Sabino, 11 da Cunha, 12 do Nascimento, 14 Kreling, 15 Nascimento, 16 França, 17 Elias, 18 Lucarelli, 19 Bento, 20 Bergmann, 23 Gualberto, 25 Neves, 28 D. de Souza, CT: de Rezende                                                                                   |
| 4       | Slovenia    | Template:Slovenia maschile pallavolo VNL 2025 |
| 5       | Francia     | Template:Francia maschile pallavolo VNL 2025 |
| 6       | Giappone    | Template:Giappone maschile pallavolo VNL 2025 |
| 7       | Cuba        | Template:Cuba maschile pallavolo VNL 2025 |
| 8       | Cina        | Template:Cina maschile pallavolo VNL 2025 |
| 9       | Iran        | Template:Iran maschile pallavolo VNL 2025 |
| 10      | Ucraina     | Template:Ucraina maschile pallavolo VNL 2025 |
| 11      | Bulgaria    | Template:Bulgaria maschile pallavolo VNL 2025 |
| 12      | Stati Uniti | Template:Stati Uniti d'America maschile pallavolo VNL 2025 |
| 13      | Argentina   | Template:Argentina maschile pallavolo VNL 2025 |
| 14      | Canada      | Template:Canada maschile pallavolo VNL 2025 |
| 15      | Germania    | Template:Germania maschile pallavolo VNL 2025 |
| 16      | Serbia      | Template:Serbia maschile pallavolo VNL 2025 |
| 17      | Turchia     | Template:Turchia maschile pallavolo VNL 2025 |
| 18      | Paesi Bassi | Template:Paesi Bassi maschile pallavolo VNL 2025 |

|  | Eliminata. |

## Premi individuali
| Premio                | Nome                   | Squadra  |
| --------------------- | ---------------------- | -------- |
| MVP                   | Jakub Kochanowski      | Polonia  |
| Miglior palleggiatore | Simone Giannelli       | Italia   |
| Miglior opposto       | Kewin Sasak            | Polonia  |
| Miglior schiacciatore | Wilfredo León          | Polonia  |
| Miglior schiacciatore | Alessandro Michieletto | Italia   |
| Miglior centrale      | Jan Kozamernik         | Slovenia |
| Miglior centrale      | Jakub Kochanowski      | Polonia  |
| Miglior libero        | Maique Nascimento      | Brasile  |

## Statistiche
| Rendimento individuale | Rendimento individuale | Rendimento individuale | Rendimento individuale |
| Pos.                   | Nome                   | Punti                  | Squadra                |
| ---------------------- | ---------------------- | ---------------------- | ---------------------- |
| 1                      | Marlon Yant            | 258                    | Cuba                   |
| 2                      | Théo Faure             | 244                    | Francia                |
| 3                      | Filip John             | 210                    | Germania               |
| 4                      | Aleksandăr Nikolov     | 208                    | Bulgaria               |
| 5                      | Kento Miyaura          | 201                    | Giappone               |
| 6                      | Rok Možič              | 198                    | Slovenia               |
| 7                      | Dmytro Jančuk          | 190                    | Ucraina                |
| 8                      | José Massó             | 188                    | Cuba                   |
| 9                      | Efe Mandıracı          | 187                    | Turchia                |
| 9                      | Alan Souza             | 187                    | Brasile                |

| Attacchi vincenti | Attacchi vincenti  | Attacchi vincenti | Attacchi vincenti |
| Pos.              | Nome               | Punti             | Squadra           |
| ----------------- | ------------------ | ----------------- | ----------------- |
| 1                 | Marlon Yant        | 219               | Cuba              |
| 2                 | Théo Faure         | 211               | Francia           |
| 3                 | Filip John         | 186               | Germania          |
| 4                 | Kento Miyaura      | 177               | Giappone          |
| 4                 | Aleksandăr Nikolov | 177               | Bulgaria          |
| 6                 | Rok Možič          | 167               | Slovenia          |
| 7                 | Dmytro Jančuk      | 165               | Ucraina           |
| 8                 | Michiel Ahyi       | 161               | Paesi Bassi       |
| 9                 | Luciano Palonsky   | 159               | Argentina         |
| 9                 | Alan Souza         | 159               | Brasile           |

| Muri vincenti | Muri vincenti          | Muri vincenti | Muri vincenti |
| Pos.          | Nome                   | Punti         | Squadra       |
| ------------- | ---------------------- | ------------- | ------------- |
| 1             | Jurij Semenjuk         | 37            | Ucraina       |
| 2             | Aleksandar Nedeljković | 35            | Serbia        |
| 3             | Agustín Loser          | 34            | Argentina     |
| 3             | Jan Kozamernik         | 34            | Slovenia      |
| 5             | Javier Concepción      | 33            | Cuba          |
| 6             | François Huetz         | 30            | Francia       |
| 7             | Li Yongzhen            | 29            | Cina          |
| 8             | José Massó             | 28            | Cuba          |
| 9             | Giovanni Gargiulo      | 27            | Italia        |
| 9             | Flávio Gualberto       | 27            | Brasile       |

| Battute vincenti | Battute vincenti       | Battute vincenti | Battute vincenti |
| Pos.             | Nome                   | Punti            | Squadra          |
| ---------------- | ---------------------- | ---------------- | ---------------- |
| 1                | Efe Mandıracı          | 26               | Turchia          |
| 2                | Alessandro Michieletto | 25               | Italia           |
| 3                | Théo Faure             | 22               | Francia          |
| 4                | Kento Miyaura          | 19               | Giappone         |
| 5                | Dmytro Jančuk          | 18               | Ucraina          |
| 5                | Morteza Sharifi        | 18               | Iran             |
| 7                | Kamil Rychlicki        | 17               | Italia           |
| 7                | Filip John             | 17               | Germania         |
| 9                | Aleksandar Nikolov     | 16               | Bulgaria         |
| 9                | Marlon Yant            | 16               | Cuba             |